# Elías Lozada Benavente
Daniel Elías Lozada Benavente, (Arequipa, 18 de julio de 1896-Lima, 30 de agosto de 1987) fue un abogado, político y escritor peruano. Fundador del Partido Social Nacionalista (1930). Ministro de Justicia e Instrucción (1931); diputado constituyente por Arequipa (1931-1936); ministro de Fomento y Obras Públicas (1932); y senador por Arequipa (1939-1945).

## Biografía
Hijo de Hermógenes Lozada y Lozada, caymeño, y Aurora Benavente. Empezó sus estudios en su ciudad natal, culminándolos en Lima, donde se graduó de bachiller y doctor en Derecho en la Universidad Mayor de San Marcos (1920).
El 1º de septiembre de 1930 fundó el Partido Social Nacionalista, de tendencia moderada.
Fue convocado para integrar la Junta de Gobierno presidida por Luis M. Sánchez Cerro, como ministro de Justicia e Instrucción, cargo que ejerció de febrero a marzo de 1931, hasta el final de dicha Junta.
Fue elegido diputado por Arequipa al Congreso Constituyente (1931-1936). Como líder de un partido minoritario (el Social Nacionalista), apoyó desde el Congreso al gobierno constitucional de Sánchez Cerro.
El 29 de enero de 1932 pasó a integrar el segundo gabinete ministerial del gobierno sanchecerrista, encargándose del portafolio de Fomento y Obras Públicas. Junto con sus colegas Carlos Sayán Álvarez (Justicia e Instrucción) y Luis A. Flores (Gobierno), se contó entre los más jóvenes ministros que tuvo hasta entonces un gobierno peruano. Se mantuvo en dicha función hasta el 19 de mayo del mismo año.
En 1939 fue elegido senador por Arequipa (1939-1945). Presentó el proyecto de ley que dio origen a los premios nacionales de fomento a la cultura (Ley 9614).

## Publicaciones[4]
- Simón Rodríguez (1919), ensayo histórico.
- Mi homenaje a Arequipa (1940), ensayo histórico.
- Criminología (1920)
- Policía judicial científica (1921)
- Código de menores (1945)
- Partido Social Nacionalista (1935)
- Nuestro Partido (1944)
- Dos dictaduras (1933)
- Vaivenes de la política (1938), que contiene una semblanza de Luis Sánchez Cerro.
- Leyendas amazónicas (1948)
- Discursos (1945)
- Tramontando. Ideario íntimo (1965).